# Вільям Мур
Вільям Мур  (англ. William Moore; 2 квітня 1947) — британський велогонщик, олімпійський медаліст.

## Виступи на Олімпіадах
| Олімпіада   | Дисципліна                                 | Місце |
| ----------- | ------------------------------------------ | ----- |
| Мюнхен 1972 | Командна гонка переслідування, 4000 метрів | 3     |